# Luca Ronconi
Luca Ronconi, född 8 mars 1933 i Sousse i Tunisien, död 21 februari 2015 i Milano, var en italiensk teaterregissör.

## Biografi
Luca Ronconi utexaminerades från Accademia nazionale d'arte drammatica i Rom 1953, därefter arbetade han som skådespelare, främst på teatern men även på film. Som regissör debuterade han 1963 med Carlo Goldonis La buona moglie. Han etablerade sig snabbt som avantgarderegissör med revolutionerande uppsättningar av bland annat pjäser av William Shakespeare. Det internationella genombrottet kom 1969 med totalteateruppsättningen av Ludovico Ariostos Orlando furioso (Den rasande Roland). Uppsättningen turnerade runt i Europa och till New York och besökte bland annat Holstebro i Danmark. Föreställningen rev den fjärde väggen och skådespelarna agerade mitt ibland åskådarna som fick akta sig för att inte bli påkörda av trähästar på vagnar. Hans senare uppsättningar kännetecknades av estetisk abstraktion. 1974-1977 var han konstnärlig ledare för Venedigbiennalens teatersektion. 1977 grundade han teaterworkshopen Prato tillsammans med dramatikern Marisa Fabbri, workshopen var verksam till 1979 och uppförde flera uppmärksammade uppsättningar. 1989-1994 var han chef för Teatro Stabile i Turin, 1994-1998 för Teatro di Roma och 1999-2004 för Piccolo Teatro i Milano. Luca Ronconi räknas vid sidan av Giorgio Strehler som Italiens mest betydande teaterregissör under  efterkrigstiden. Han regisserade även på bland annat Burgtheater i Wien och Festspelen i Salzburg. Han satte också upp opera på Teatro alla Scala i Milano samt i Florens, Bologna, Reggio nell'Emilia, Rom, München, Bryssel, Aten, Madrid och Tokyo. 2006 gjorde han fem uppsättningar i samband med vinterolympiaden i Turin, däribland Shakespeares Troilus och Cressida. Bland utmärkelser han tilldelats kan nämnas det europeiska teaterpriset Premio Europa 1998 som han var den sjätte mottagaren av.